# Ferdinand Bracke
Ferdinand Bracke (Hamme Durme, 25 maggio 1939) è un ex ciclista su strada, pistard e dirigente sportivo belga.
Professionista dal 1962 al 1979, fu campione del mondo nell'inseguimento individuale nel 1964 e nel 1969, vinse la Vuelta a España nel 1971 e due tappe al Tour de France. Nel 1967 stabilì il record dell'ora percorrendo 48,093 km.
Dal decesso di Bernardo Ruiz, avvenuto nell'agosto 2025, è il più anziano vincitore vivente della Vuelta a España e in genere di un Grande Giro.

## Carriera
Passista e cronoman, emerse da dilettante nel 1962 vincendo la decima tappa della Corsa della Pace. Nel maggio dello stesso anno passò Indipendente e vinse il Grand Prix des Nations, gara a cronometro. Divenne professionista il 26 settembre 1962 con la squadra Peugeot-BP-Dunlop diretta da Gaston Plaud.
Negli anni seguenti ottenne numerose vittorie di prestigio su strada: il Trofeo Baracchi, in coppia con Eddy Merckx, nel 1966 e nel 1967, una tappa al Tour de France 1966 e la cronometro finale dell'edizione 1968, che peraltro concluse al terzo posto nella generale. Nel 1971 vinse la Vuelta a España battendo il connazionale Wilfried David e lo spagnolo Luis Ocaña.
Nell'inseguimento su pista duellò spessissimo con l'italiano Leandro Faggin: fu il belga a diventare campione del mondo nel 1964 proprio contro Faggin, mentre nei due anni successivi fu l'italiano a imporsi. Tornò invece a diventare campione del mondo dell'inseguimento nel 1969 ad Anversa, conquistando poi la piazza d'onore nel 1972 e nel 1974 ed il terzo posto nel 1973. Il 30 ottobre 1967 siglò al Velodromo Olimpico di Roma il record dell'ora con 48,093 chilometri. Il record, battuto l'anno successivo da Ole Ritter, rimase comunque a lungo la miglior prestazione per piste sotto i 600 metri di quota.
Chiuse la carriera nel 1979, a 39 anni.

## Palmarès

### Strada
- 1962 (Dilettante)

10ª tappa Corsa della Pace
- 1962 (Indipendente)

Grand Prix des Nations (cronometro)
- 1963

Grand Prix du Parisien
- 1964

5ª tappa, 2ª semitappa Quatre Jours de Dunkerque
4ª tappa, 1ª semitappa Grand Prix du Midi Libre
2ª tappa, 2ª semitappa Circuit Provençal
Gran Premio Cynar - Lugano (cronometro)
- 1965

Tour de Haute-Loire
Circuit de Basse-Sambre
- 1966

1ª tappa Escalada a Montjuïc (cronometro)
1ª tappa, 2ª semitappa Giro del Belgio
19ª tappa Tour de France (Chamonix > Saint-Étienne)
Trofeo Baracchi (cronocoppie, con Eddy Merckx)
- 1967

Trofeo Baracchi (cronocoppie, con Eddy Merckx)
- 1968

Coppa d'Europa a cronometro (con Vittorio Adorni)
8ª tappa, 2ª semitappa Paris-Nice
Grand Prix Baden-Baden (cronocoppie, con Vittorio Adorni)
- 1969

2ª tappa, 2ª semitappa Grand Prix du Midi Libre
1ª tappa Circuit des Six Provinces
2ª tappa, 2ª semitappa Quatre Jours de Dunkerque
- 1970

Liège-Tongrinne
Grand Prix de Wallonie
5ª tappa, 2ª semitappa Quatre Jours de Dunkerque
- 1971

Classifica generale Vuelta a España
Flèche Hesbignonne
- 1972

5ª tappa Étoile des Espoirs
- 1973

Grand Prix Pino Cerami
- 1974

Grand Prix de Monaco
Prologo Giro del Belgio
5ª tappa, 2ª semitappa Giro del Belgio
1ª tappa, 2ª semitappa Tour de l'Oise
- 1976

17ª tappa Tour de France (Fleurance > Auch, cronometro)

### Pista
- 1964

Campionati del mondo, Inseguimento individuale
- 1965

Campionati belgi, Inseguimento individuale
- 1966

Campionati belgi, Inseguimento individuale
- 1968

Sei giorni di Charleroi (con Eddy Merckx)
- 1969

Campionati del mondo, Inseguimento individuale
- 1972

Campionati belgi, Inseguimento individuale
- 1973

Campionati belgi, Inseguimento individuale
- 1976

Sei giorni di Charleroi (con Patrick Sercu)

### Altri successi
- 1967

Record dell'ora

## Piazzamenti

### Grandi giri
- Giro d'Italia

1967: 39º
- Tour de France

1963: 21º
1964: ritirato (13ª tappa)
1965: ritirato (11ª tappa)
1966: 32º
1968: 3º
1969: 57º
1971: 58º
1976: 77º
1977: fuori tempo massimo (17ª tappa)
- Vuelta a España

1971: vincitore

### Classiche
- Milano-Sanremo

1968: 70º
1973: 110º
- Giro delle Fiandre

1968: 62º
1971: 69º
- Parigi-Roubaix

1970: 29º
1976: 32º
- Liegi-Bastogne-Liegi

1967: 9º
1968: 31º
1971: 6º
1972: 24º
1973: 25º
1974: 8º
1976: 20º
- Giro di Lombardia

1963: 33º
1967: 21º
1968: 13º

### Competizioni mondiali
- Campionati del mondo su strada

Imola 1968 - In linea: ritirato
- Campionati del mondo su pista

Parigi 1964 - Inseguimento individuale: vincitore
San Sebastián 1965 - Inseguimento individuale: 2º
Francoforte 1966 - Inseguimento individuale: 2º
Anversa 1969 - Inseguimento individuale: vincitore
Marsiglia 1972 - Inseguimento individuale: 2º
San Sebastián 1973 - Inseguimento individuale: 3º
Montréal 1974 - Inseguimento individuale: 2º
Rocourt 1975 - Inseguimento individuale: 5º

### Competizioni europee
- Campionati europei di ciclismo su pista-Omnium maschile

Campionati europei di ciclismo su pista 1965 Omnium Endurance: 3º

## Riconoscimenti
- Sportivo belga dell'anno nel 1967
- Trofeo belga per il Merito sportivo nel 1967